# Gustavo Zapata
Gustavo Zapata (født 15. oktober 1967) er en tidligere argentinsk fodboldspiller.

## Argentinas fodboldlandshold
| Argentinas landshold | Argentinas landshold | Argentinas landshold |
| År                   | Kmp                  | Mål                  |
| -------------------- | -------------------- | -------------------- |
| 1991                 | 4                    | 0                    |
| 1992                 | 0                    | 0                    |
| 1993                 | 14                   | 0                    |
| 1994                 | 0                    | 0                    |
| 1995                 | 0                    | 0                    |
| 1996                 | 0                    | 0                    |
| 1997                 | 7                    | 0                    |
| 1998                 | 2                    | 0                    |
| Total                | 27                   | 0                    |